# Vuelo libre

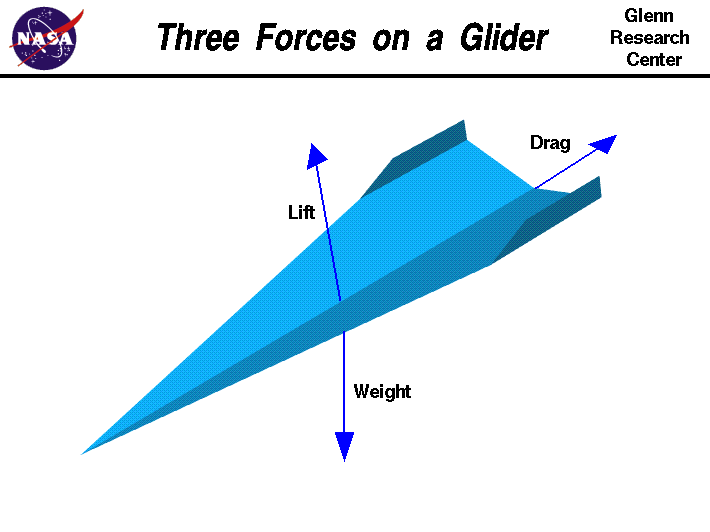
Fuerzas sobre un animal que se desliza o un avión en vuelo

El vuelo en planeo o vuelo libre es un vuelo más pesado que el aire sin el uso de empuje, generalmente asociado con el deporte aéreo. El término volplaning también se refiere a este modo de vuelo en los animales.

## Técnicas
Para su práctica no necesita motor y aprovecha la sustentación que le proporciona su aerodinámica para permanecer en el aire con una velocidad relativa respecto a tierra y absoluta respecto al aire en el que se desenvuelve y con una tasa de caída propia de cada aparato y variable según su velocidad que es la que determina la curva polar.
Dependiendo de la envergadura y otras características aerodinámicas del aparato que se utilice, pueden conseguirse coeficientes de planeo de 30:1, lo que significa que se puede viajar una distancia de 30 km, con una disminución de altura de 1.000 m. El planeo incluso se puede lograr con un ala plana (sin curvatura), como con un simple avión de papel, o con el lanzamiento de cartas.

### Despegue
Para el despegue y dependiendo de la aeronave puede hacerlo con la propia carrera del piloto despegando por una pendiente o remolcado por otros medios, bien sea otra aeronave propulsada o sistemas de arrastre por cable terrestres como el torno. Entre los medios de vuelo libre cabe destacar el ala delta, el parapente y el planeador (también denominado velero).

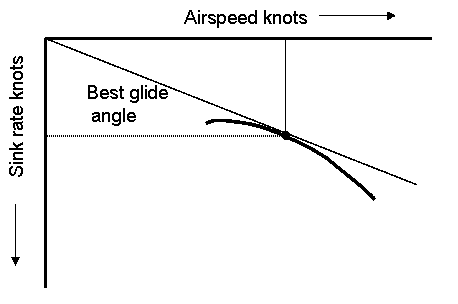
Curva polar que muestra el ángulo de planeo para la mejor velocidad de planeo (mejor L/D). Es el ángulo de planeo más plano posible en aire en calma, lo que maximizará la distancia recorrida. Esta velocidad del aire (línea vertical) corresponde al punto tangente de una línea que comienza desde el origen del gráfico. Un planeador que vuele más rápido o más lento que esta velocidad aérea cubrirá menos distancia antes de aterrizar.

## Vuelo sin motor
El vuelo sin motor de distancia se basa en ganar altura mediante las mismas técnicas que utilizan los pájaros, el vuelo en círculo en las corrientes de aire ascendentes (generalmente una columna de aire caliente denominada térmica) en las que la tasa de ascenso del aire supera la de descenso del velero, para luego planear avanzando en la dirección deseada hasta que la pérdida de altura obliga a buscar una nueva fuente de ascenso, como puede ser otra térmica, una ladera aproada al viento en la que el aire no tiene más remedio que ascender para salvar el obstáculo, o un rebote ascendente del aire a sotavento de una ladera denominado "onda de montaña". Con buenas condiciones meteorológicas, y en lugares favorables para el vuelo sin motor, pueden conseguirse vuelos de 500 km de longitud con planeadores relativamente modestos, y todos los años se consiguen vuelos de más de 1.000 km con planeadores de última generación.